# 费迪南德·莱特纳

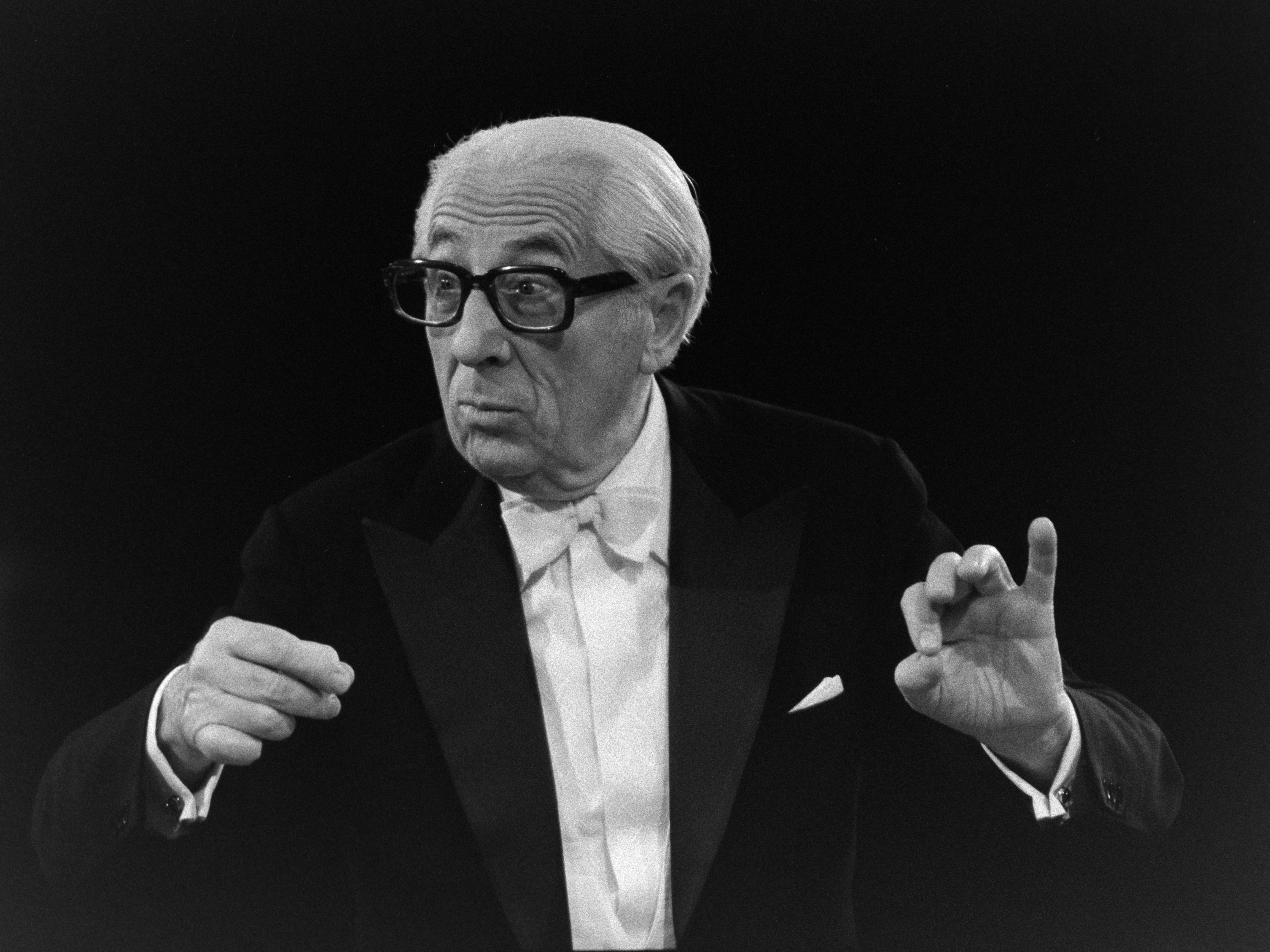
德国指挥家费迪南德·莱特纳与班貝格交響樂團排练

费迪南德·莱特纳（德語：Ferdinand Leitner，1912年3月4日—1996年6月3日），德国指挥家。曾在斯图加特州立歌剧院、苏黎世歌剧院、海牙爱乐乐团、意大利都灵广播交响乐团工作。莱特纳因其对莫扎特、瓦格纳等作曲家的演绎而受到高度评价。伯纳德·海廷克等指挥家曾受他的指导。

## 生平
莱特纳于1912年3月4日出生在柏林。他就读于柏林艺术大学，师从弗朗兹·施雷克尔学习作曲，向尤利乌斯·普吕瓦学习指挥。此外，他还向阿圖爾·施納貝爾学习钢琴，向卡尔·穆克学习指挥，向罗伯特·卡恩学习作曲。
莱特纳初期担任伴奏钢琴家，曾为小提琴家格奥尔格·库伦坎普夫、大提琴家路德维希·赫尔舍及歌唱家汉斯·霍特尔等人伴奏。从1935年起，他在格林德伯恩歌剧节担任弗里茨·布施的助理，并于1943年在柏林诺伦多夫广场剧院担任指挥，开始了他的指挥生涯。
第二次世界大战后，莱特纳先后担任汉堡国立歌剧院（1945年至1946年）、巴伐利亚国立歌剧院（1946年至1947年）的指挥，并于1947年成为斯图加特州立歌剧院的歌剧总监，1950年升任该院的音乐总监。
莱特纳执掌斯图加特歌剧院约20年，被认为是该院的黄金时代。在此期间，歌唱家如马塔·莫德尔、沃尔夫冈·温特加森、阿斯特丽德·瓦尔奈、莱奥妮· 雷萨内克、乔治·伦敦、弗里茨·翁德里希等，都在莱特纳的指挥下演唱。而剧院的导演如维兰特·瓦格纳、贡特尔·伦纳特等也在这个时期活跃。莱特纳指挥的斯图加特歌剧院在欧洲各地演出，并于1959年和1968年分别首演了卡尔·奥尔夫的歌剧《暴君俄狄浦斯王》和《普罗米修斯》。1969年莱特纳离开了斯图加特，据传部分原因与他和卡洛斯·克莱伯的矛盾有关。
1947年至1951年，莱特纳担任艾森纳赫巴赫周的音乐总监。1969年至1984年，担任苏黎世歌剧院的首席指挥，1976年至1980年，担任海牙爱乐乐团的首席指挥，1988年至1990年，担任意大利都灵广播交响乐团的首席客座指挥。此外，从1956年起，莱特纳接替埃里希·克莱伯担任哥伦布剧院的常任指挥，并于1972年负责德国歌剧院演出季。他还担任过奥托·克伦佩勒的助手。
莱特纳还在世界各地进行客座演出，指挥过维也纳国立歌剧院、皇家音乐厅管弦乐团、NHK交响乐团等乐团，并与赫曼·普莱、迪特里希·菲舍尔-迪斯考、比尔吉特·尼尔森等歌唱家合作。1964年，莱特纳首次访问日本，1969年在芝加哥进行美国首演，1985年参加了萨尔茨堡音乐节。
莱特纳曾与保罗·范·肯彭、威廉·范·奥特洛、恩奈斯特·安塞美等人共同在荷兰广播联盟举办的指挥研讨会上授课。指挥家伯纳德·海廷克曾受他指导。
1996年6月3日，莱特纳在苏黎世附近的福尔希去世。

## 音乐
莱特纳共录制了约300张唱片，并在德意志留声机和阿奇夫等公司留下了大量录音。
莱特纳被视为典型的德国指挥家，他指挥的莫扎特、瓦格纳、布鲁克纳、理查德·施特劳斯作品，以及协奏曲、合唱曲等合奏作品，得到了高度评价。他也指挥了卡尔·奥尔夫、卡尔·阿玛德乌斯·哈特曼等同时代作曲家的作品，并受到好评。此外，莱特纳指挥巴伐利亚广播交响乐团于1969年录制的费卢西奥·布索尼的《浮士德博士》唱片，使得伊戈尔·斯特拉文斯基在聆听后表示：“我从未想过布索尼是如此优秀的作曲家”。

## 荣誉与纪念
1978年，莱特纳被苏黎世授予汉斯·内格利名誉奖章。1980年，荷兰朱丽安娜女王授予他奥兰治-拿骚勋章。
为了纪念他，斯图加特市以他的名字命名了一座人行天桥，连接上半部分（州立歌剧院所在地）和中部的城堡花园（Ferdinand-Leitner-Steg）。